# Рушійні колісні пари

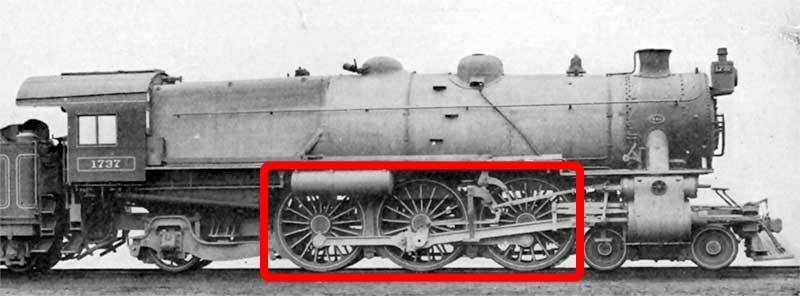
Рушійні колісні пари (обведені) паровоза типу 2-3-1

Руші́йні колі́сні па́ри (зчіпні колісні пари, зчіпні осі, рушійні колеса тощо) — колісні пари, на які безпосередньо передається тягове зусилля від двигунів локомотива. Рушійні колісні пари приводять в рух локомотив за рахунок взаємодії з рейками: «зчіплюючись» (звідси інша назва — зчіпні) з рейкою, рушійна колісна пара перетворює крутний момент від двигуна в силу тяги. Сума сил тяги всіх рушійних коліс локомотива складає силу тяги локомотива. Сума навантажень від всіх рухомих колісних пар локомотива на рейки є зчіпною вагою локомотива.
Рушійні колісні пари паровозів з'єднуються між собою зчіпним дишлем. Рушійна колісна пара паровозів, на яку безпосередньо передається зусилля від поршня через шток і шатун («тяговий дишель»), називається ведучою, інші — зчіпними.